# Tiếng Ingush
Tiếng Ingush (ГӀалгӀай мотт, Ghalghaj mott, phát âm [ʁəlʁɑj mot]) là một ngôn ngữ Đông Bắc Kavkaz với khoảng 500.000 người nói. Đây là bản ngữ của người Ingush, sống trên hai nước công hoà Ingushetia và Chechnya.

## Phân loại
Tiếng Ingush, tiếng Chechnya, cùng với tiếng Bats, cấu thành nên ngữ tộc Nakh của ngữ hệ Đông Bắc Kavkaz. Giữa người nói tiếng Ingush và tiếng Chechnya, thường có sự song ngữ bị động trong giao tiếp.

## Phân bố địa lý
Tiếng Ingush là ngôn ngữ của 413.000 people (2002), sống chủ yếu ở vùng Kavkaz thuộc Nga, cụ thể là Ingushetia và Chechnya. Người nói cũng có mặt ở Kazakhstan, Uzbekistan, Turkmenistan, Bỉ, Na Uy, Thổ Nhĩ Kỳ, Jordan.

### Địa vị chính thức
Tiếng Ingush là ngôn ngữ đồng chính thức ở Ingushetia, một chủ thể liên bang của Nga, cùng với tiếng Nga.

## Hệ chữ viết
Tiếng Ingush trở thành một ngôn ngữ viết với một hệ chữ dựa trên chữ Ả Rập vào đầu thế kỷ XX.  Sau cách mạng tháng 10, chữ Latinh được sử dụng, để rồi bị chữ Kirin thay thế.
| А а   | Аь аь | Б б   | В в   | Г г   | ГӀ гӀ | Д д   | Е е   |
| Ё ё   | Ж ж   | З з   | И и   | Й й   | К к   | Кх кх | Къ къ |
| КӀ кӀ | Л л   | М м   | Н н   | О о   | П п   | ПӀ пӀ | Р р   |
| С с   | Т т   | ТӀ тӀ | У у   | Ф ф   | Х х   | Хь хь | ХӀ хӀ |
| Ц ц   | ЦӀ цӀ | Ч ч   | ЧӀ чӀ | Ш ш   | Щ щ   | Ъ ъ   | Ы ы   |
| Ь ь   | Э э   | Ю ю   | Я я   | Яь яь | Ӏ     |       |       |

## Âm vị học

### Nguyên âm
|      | Trước  | Giữa  | Sau       |
| ---- | ------ | ----- | --------- |
| Đóng | и [i]  |       | у [u]     |
| Vừa  | э [e]  | ? [ə] | о [o]     |
| Mở   | аь [æ] |       | а [ɑː, ɑ] |

Nguyên âm đôi: иэ /ie/, уо /uo/, оа /oɑ/, ий /ij/, эи /ei/, ои /oi/, уи /ui/, ов /ow/, ув /uw/.

### Phụ âm
Hệ thống phụ âm tiếng Ingush như sau, kèm với cách ghi chữ Latinh mà Johanna Nichols đặt ra:
|           |           | Môi         | Chân răng   | Chân răng | Sau chân răng | Vòm     | Ngạc mềm     | Ngạc mềm   | Lưỡi gà    | Yết hầu   | Thanh hầu |
| giữa lưỡi | cạnh lưỡi | Môi         | vòm hoá     | thường    | Sau chân răng | Vòm     |              |            | Lưỡi gà    | Yết hầu   | Thanh hầu |
| --------- | --------- | ----------- | ----------- | --------- | ------------- | ------- | ------------ | ---------- | ---------- | --------- | --------- |
| Mũi       | Mũi       | м m [m]     | н n [n]     |           |               |         |              |            |            |           |           |
| Tắc       | vô thanh  | п p [p]     | т t [t]     |           |               |         | к kj [kʲ]    | к k [k]    | кх q [q]   | Ӏ w [ʡ]   | ъ ʼ [ʔ]   |
| Tắc       | hữu thanh | б b [b]     | д d [d]     |           |               |         | г gj [ɡʲ]    | г g [ɡ]    |            |           |           |
| Tắc       | tống ra   | пӀ pʼ [pʼ]  | тӀ tʼ [tʼ]  |           |               |         | кӀ kjʼ [kʲʼ] | кӀ kʼ [kʼ] | къ qʼ [qʼ] |           |           |
| Tắc xát   | vô thanh  |             | ц c [t͡s]    |           | ч ch [t͡ʃ]     |         |              |            |            |           |           |
| Tắc xát   | tống ra   |             | цӀ cʼ [t͡sʼ] |           | чӀ chʼ [t͡ʃʼ]  |         |              |            |            |           |           |
| Xát       | vô thanh  | ф f [f]     | с s [s]     |           | ш sh [ʃ]      |         |              | х x[χ]     | х x[χ]     | хь hw [ʜ] | хӀ h [h]  |
| Xát       | hữu thanh | в v [v]/[w] | з z [z]     |           | ж zh [ʒ]      |         |              |            | гӀ gh [ʁ]  |           |           |
| Tiếp cận  | Tiếp cận  | в v [v]/[w] |             | л l [l]   |               | й j [j] |              |            |            |           |           |
| Rung      | vô thanh  |             | рхӀ rh [r̥]  |           |               |         |              |            |            |           |           |
| Rung      | hữu thanh |             | р r [r]     |           |               |         |              |            |            |           |           |

## Ngữ pháp
Tiếng Ingush là một ngôn ngữ chủ cách-đối cách về mặt cú pháp song là ngôn ngữ khiển cách về mặt hình thái học.

### Cách
Nghiên cứu chuyên sâu gần đây nhất cho rằng ngôn ngữ này có 8 cách: chủ cách, khiển cách, sở hữu cách, tặng cách, đích cách, công cụ cách, lative, và so sánh cách.
| Cách         | Số ít          | Số nhiều       |
| ------------ | -------------- | -------------- |
| Chủ cách     | -⌀             | -azh / -ii, -i |
| Khiển cách   | -uo / -z, -aa1 | -asha / –azh   |
| Sở hữu cách  | -a, -n2        | -ii, -i        |
| Tặng cách    | -na, aa2       | -azh-ta        |
| Đích cách    | -ga            | -azh-ka        |
| Công cụ cách | -ca            | -azh-ca        |
| Lative       | -gh            | -egh           |
| So sánh cách | -l             | -el            |

1. -uo là đuôi năng sản, còn -z chỉ đi được với tên riêng, từ chỉ họ hàng, danh từ chỉ người khác. -aa xuất hiện trong một số trường hợp biến cách và dần có tính năng sản trong lối nói thông tục.
2. Tha hình sau nguyên âm

### Số đếm
Trong tiếng Ingush, số đếm nhỏ hơn 20 theo hệ thập phân, trên 20 thì theo nhị thập phân.
|                | Phát âm      | Nghĩa | Cấu trúc |
| -------------- | ------------ | ----- | -------- |
| cwa            | [t͡sʕʌ]       | 1     |          |
| shi            | [ʃɪ]         | 2     |          |
| qo             | [qo]         | 3     |          |
| d.i'           | [dɪʔ]        | 4     |          |
| pxi            | [pxɪ]        | 5     |          |
| jaalx          | [jalx]       | 6     |          |
| vorh           | [vʷor̥]       | 7     |          |
| baarh          | [bar̥]        | 8     |          |
| iis            | [is]         | 9     |          |
| itt            | [itː]        | 10    |          |
| cwaitt         | [t͡sʕɛtː]     | 11    | 1+10     |
| shiitt         | [ʃitː]       | 12    | 2+10     |
| qoitt          | [qoitː]      | 13    | 3+10     |
| d.iitt         | [ditː]       | 14    | 4+10     |
| pxiitt         | [pxitː]      | 15    | 5+10     |
| jalxett        | [jʌlxɛtː]    | 16    | 6+10     |
| vuriit         | [vʷʊritː]    | 17    | 7+10     |
| bareitt        | [bʌreitː]    | 18    | 8+10     |
| tq'iesta       | [tqʼiːestə̆]  | 19    |          |
| tq'o           | [tqʼo]       | 20    |          |
| tq'ea itt      | [tqʼɛ̯æjitː]  | 30    | 20+10    |
| shouztq'a      | [ʃouztqʼə̆]   | 40    | 2×20     |
| shouztq'aj itt | [ʃouztqʼetː] | 50    | 2×20+10  |
| bwea           | [bʕɛ̯æ]       | 100   |          |
| shi bwea       | [ʃɪ bʕɛ̯æ]    | 200   | 2×100    |
| ezar           | [ɛzər]       | 1000  |          |